# Lex Reichling
Lex Reichling, né le 21 mai 1992, est un coureur cycliste luxembourgeois.

## Biographie
En 2012, Lex Reichling participe au Tour de Luxembourg avec une sélection nationale. L'année suivante, il est sacré champion du Luxembourg de VTT cross-country chez les espoirs (moins de 23 ans). 
En 2018, il termine quatrième du championnat du Luxembourg sur route (deuxième élite sans contrat). Deux ans plus tard, il devient champion du Luxembourg de cyclo-cross à Mersch,.

## Palmarès et résultats

### Palmarès sur route
- 2017
  - 2e du championnat du Luxembourg des élites sans contrat
- 2018
  - 2e du championnat du Luxembourg des élites sans contrat
- 2019
  - 2e du championnat du Luxembourg des élites sans contrat

### Classements mondiaux
| Année           | 2018 | 2019   |
| --------------- | ---- | ------ |
| UCI Europe Tour | 763e | 1 426e |

### Palmarès en cyclo-cross
- 2019-2020
  -  Champion du Luxembourg de cyclo-cross

### Palmarès en VTT
- 2013
  -  Champion du Luxembourg de cross-country espoirs